# キッズトーク
『キッズトーク』は、柳原望による日本の少女漫画。『LaLa DX』（白泉社）にて、2001年5月号から2002年3月号にかけて連載された。1960年代初頭のロンドンを舞台としたラブコメディ作品。単行本は全1巻で、絶版となっている。

## あらすじ
避暑地で知り合った貴族の少女・ジュリア＝ロクウッドと、富豪の少年・レイ＝フェローズは、幼い初恋の末に口づけを交わし、再会を約束して別れた。
それから10年が経った1960年代初頭のロンドン。かつては貴族のお嬢様だったジュリアは、家の没落によって一般庶民として生きるようになり、今では男のような格好をしてバイクを乗り回す粗野な娘に育った。一方レイは、ハイソサエティで育ち続けて有名な若きホテル王となっていた。
互いに一夏の恋を忘れられずにいたジュリアとレイは、再会後に男女交際を始めたが、育った環境と価値観が違いすぎて会話が噛みあわず難儀し、それでも互いに努力して歩み寄っていくのだった。

## 登場人物
ジュリア＝ロクウッド
16歳の少女。ショートヘアに男物のスーツを身につけ、一見すると小柄な男性のような格好をしている。6歳の夏に出会ったレイに初恋をして彼との再会を夢見ており、いばら姫が王子様の迎えがくるまで眠っていたように「あたしは王子さまが迎えに来るまで男の子でいようと思った」というのが男装の理由になっている。
6歳までは貴族のお嬢様として長い髪にリボンをつけレースのついたスカートをはくという可愛らしい格好を好んでいたが、祖父の死後に相続で家も土地も消えてからは一般人として生きるようになり、下町で暮らすうちにがさつになった。アクセントは下町訛りで手が早く乱暴で、食事のマナーも少々悪い。
レイ＝フェローズ
18歳の青年。父が経営していた名門ホテルの後継者となり世間から注目されている大金持ち。ビジネスマンとしては優秀だが、事務的すぎてやや情緒に欠けた面がある。アンビバレンツに少々子供じみたところがある。8歳の夏に出会ったジュリアに初恋をして彼女との再会を夢見ていた。
幼児期に妹を亡くしており、その事がきっかけで精神を病んだ母は最初から自分には子供などいなかったと思い込むことで心の均衡を保つようになったため、妹と共に母に存在を忘れられている。そのためレイは家庭内では実母相手に「養子として引き取られた親戚の子供」として接するという奇妙な生活を送っているが、「現実を受け入れさせて泣いてばかりだった母に戻すより、異常な状態でも笑っている今の母の方がいい」として養子扱いされる立場に甘んじている。そのような環境から「変な人」に対して寛容であり、下町育ちの男装少女であるジュリアや、ゲイのリチャードに対しても変化を望まず肯定的である。
ノアム
下町の青年。ジュリアとは気のおけない友人。よく二人でバイクを乗り回したり酒を飲み交わしたりする。
リチャード＝エヴァンス
レイが通っていた全寮制男子校の同窓生。非常に恥ずかしがり屋で、長台詞は口頭ではなく紙に書いて見せてくる。ゲイでレイに思いを寄せている。家が所有する文化財級の建築物をホテルとして提供する仕事のために、卒業後はじめてレイと再会する。
出身は保守的なウェールズで、性嗜好などから親兄弟にすら疎まれていたためいじけており、レイに惚れたのはレイだけは差別をしなかったからだった。レイの思い人であるジュリアに対して攻撃的に振る舞っていたが、「ゲイは下町では珍しいことではない」からと性嗜好を批難してこなかったジュリアを悪態つきながらも認めるようになる。
ジェシー・ローランド
アメリカ人青年。仕事のためにロンドンを訪れ、自国を誇示するかのように星条旗模様のネクタイを身につけていることから「星条旗男」と街の人々に呼ばれている。食品会社に務め、レイのホテルと業務提携するためにあくどい手を使い当初はレイやジュリアと対立することとなったが、根は悪い人間ではなく後に協力しあうようになる。